# Csapcshe
A csapcshe (hangul: 잡채, RR: japchae) koreai étel, melynek fő alkotóeleme az édesburgonyából készült üvegtészta. Főképp ünnepségek idején fogyasztják. A kifőtt tésztát szójaszósszal és szezámolajjal forró serpenyőben megforgatva hirtelen sütik, majd vékonyra szeletelt zöldségeket és rántottát kevernek hozzá.

## Története
A csapcshe (japchae) szó szerinti jelentése „kevert zöldségek”. Először a Csoszon (Joseon)-dinasztia idejében, a 17. században készítették. A legenda szerint Kvanghegun (Gwanghaegun) király (광해군) számára készítette egyik hűbérura, I Cshung (이충, Yi Chung), a királynak pedig annyira ízlett az új fogás, hogy elismerésképp pénzügyminiszteri rangba emelte I (Yi)t. Akkortájt csak zöldségekből készült, uborkából, daikonretekből, siitake gombából. Az édesburgonya-üvegtésztát csak a 20. század eleje óta használják összetevőként.